# Jouko Lindstedt
Jouko Lindstedt (15 juillet 1955 -) est un linguiste et espérantiste finlandais.

## Biographie
Jouko Lindstedt nait le 15 juillet 1955 à Helsinki. Sa mère, Katri Lindstedt, est banquière. Son père, Pauli Lindstedt, est électricien. Il obtient son baccalauréat en 1974, puis étudie la linguistique générale à l’université d’Helsinki. Il obtient un master en 1981, avant de commencer une thèse sur la philologie slave, qu’il finit en 1985. En 1977, il étudie également à l’université Saint-Clément-d'Ohrid de Sofia. À partir de 1985, il enseigne la philologie slave à l’université d’Helsinki.
Jouko Lindstedt apprend l’espéranto en 1969.

## Œuvres
- Hejma vortaro : Vortareto de hejmaĵoj en Esperanto, 1999